# Lauratonema pugiunculus
Lauratonema pugiunculus är en rundmaskart som beskrevs av Christian Wieser 1959. Lauratonema pugiunculus ingår i släktet Lauratonema och familjen Lauratonematidae. Inga underarter finns listade i Catalogue of Life.